# أرقام الهاتف في السودان
صيغ أرقام الهاتف في السودان هي على الشكل التالي:
- مكالمات داخل السودان

0tp axx xxxx
- مكالمات من خارج السودان

 249tp axx xxxx+
- t هو معرّف نوع الخدمة معرف (1 الخطوط الثابتة، 9 للجوال) ،
- p هو معرّف مزود الخدمة
- a رمز المنطقة.

على الخطوط الثابتة: 3: الخرطوم؛ 5: شمال الخرطوم؛ 6: أرياف الخرطوم؛ 7: أم درمان

## رموز الشركة
| الرموز المخصصة في السودان | الرموز المخصصة في السودان | الرموز المخصصة في السودان |
| نوع الخدمة                | الشركة                    | البادئة                   |
| ------------------------- | ------------------------- | ------------------------- |
| خط ثابت                   | سوداني للاتصالات          | 10, 11, 12                |
| خط ثابت                   | كنار                      | 15                        |
| خط ثابت                   | سوداتل                    | 18                        |
|                           | إم تي إن السودان          | 92 و93 و99                |
|                           | الشبكة العالمية المحدودة  | 95                        |
|                           | زين السودان               | 90 و91 و96                |